# Битка на Стамфорд бриџу
Битка код Стамфорд бриџа се одиграла 25. септембра 1066. године у селу Стамфорд Бриџ у Јоркширу између англосаксонских снага под вођством краља Харолда II (1066) и норвешких викиншких инвазионих снага на чијем се челу налазио краљ Харалд III (1047—1066) ојачаним Шкотима и побуњеницима из Нортамбрије на чијем се челу налазио Тостиг Годвинсон, брат краља Харолда II. Англосаксонске снаге су до ногу потукле своје противнике, превасходно захваљујући фактору изненађења. Викинзи и њихови савезници нису очекивали да ће се краљеве снаге појавити бар још неколико дана, тако да су били само лако наоружани и без оклопа, што је на крају довело до њиховог потпуног уништења. У борбама је погинуо краљ Харалд III, као и брат краља Харолда II Тостиг Годвинсон. После битке су се остаци Викинга на свега 24 брода (допловили су са 300 до 500 бродова) повукли из Енглеске, након што се Харалдов син Улав (1067—1093) обавезао да више неће нападати Енглеску, а сама битка се сматра својеврсним крајем ере Викинга.

## Позадина
Битка односно викиншка инвазија је дошла као последица смрти краља Едварда Исповедника (1043—1066) и нерешених питања око његовог наследника. Нови краљ је постао Харолд уз подршку витенагемота, али су му право на њу оспорили и норвешки краљ Харалд III и војвода Вилијам Копиле од Нормандије (војвода 1035—1087, краљ 1066—1087) који је тврдио да му је Едвард обећао круну након његове смрти. Норвешки краљ је одлучио да војним путем преузме оно што је сматрао да му припада и искрцао се са својим трупама на северу Енглеске у септембру 1066. године. Њему се придружио и Харолдов брат Тостиг са својим снагама из Шкотске и они су спалили Скарборо, након чега су у бици код Фалфорда (20. септембар) недалеко од Јорка, потукли англосаксонске снаге које су предводили ерлови Едвин од Мерсије и Моркар од Нортамбрије. Након тога им се предао сам Јорк од кога су затражили да им преда додатне залихе и 100 заробљеника као залог њихове верности.

## Битка
Сама примопредаја је требало да буде извршена на дрвеном мосту Стамфорд преко реке Дервента, тако да су на уговорено место Харалдове снаге дошле без оклопа и са лаким наоружањем, пошто су очекивале преузимање заробљеника и залиха. За то време је краљ Харолд II са својим братом Гиртом започео дуги марш прешавши са својим снагама око 320 km за само четири дана. Он је локалног становништва сазнао за примопредају и одмах се упутио ка мосту око кога су се налазиле Харалдове трупе, већином са супротне стране у односу на њега. Борба је отпочела одмах по доласку Англосаксонаца на бојиште и већ на самом почетку је мања група Харалдових снага са десне стране реке разбијена, након чега су отпочеле борбе на самом мосту. Викинзи су успели да задрже Харолдове снаге на самом мосту неко време, али су на крају њихове линије пробијене и битка је настављена на левој обали реке. Харалдове снаге су покушле да стварањем јаког заштитног зида помоћу штитова надокнаде недостатак оклопа, што им је и пошло за руком. Међутим, на крају је превагу ипак однео англосаксонски оклоп, тако да су се после дуге борбе појавили процепи у викиншком зиду, тако да је њихова линија пробијена, а Харолдове трупе су десетковале преостале инвазионе снаге, међу којима су били и сам краљ Харалд III и Харолдов брат Тостиг.

## Последице
Иако је уништио викиншку инвазију и склопио мир са Харалдовим сином Улавом, Харолд II је већ 1. октобра морао да прекине славље и упути се на југ са остацима својих снага да би зауставио норманску инвазију коју је предводио војвода Вилијам Копиле од Нормандије. Он је обећавањем нових поседа за племиће и плена од пљачке слободњацима у рату који ће се водити под папиним барјаком, сакупио своју војску и прешао Ламанш уз помоћ флоте од око 760 бродова (776). Његове трупе су се искрцале на јужној обали Енглеске 28. септембра око 3 km јужно од данашњег Хејстингса. Харолдове снаге су након петнаестак дана пристигле и 14. октобра је дошло до одсудне битке у којој су Нормани победили, а сам краљ Харолд II је погинуо.